# Aleksandr Baryshnikov
Aleksandr Georgievich Baryshnikov (em russo: Александр Георгиевич Барышников) (Chlya, Krai de Khabarovsk, 11 de novembro de 1948 – São Petersburgo, 15 de setembro de 2024) foi um atleta soviético que competiu, nas décadas de 1970 e 1980, na modalidade do arremesso de peso. Com a marca de 22.00 m, foi recordista do mundo entre 1976 e 1978.
Competiu nos Jogos Olímpicos de Munique, em 1972, não tendo passado das qualificações. Voltou, quatro anos mais tarde, para obter a medalha de bronze nos Jogos de Montreal 1976. Em 1980, nas Olimpíadas organizadas pelo seu país, melhorou a sua prestação, alcançando a medalha de prata.
Foi Baryshnikov que apresentou pela primeira vez o estilo de arremesso em rotação, o qual é atualmente muito utilizado.